# Aleksander III (patriarcha Antiochii)
Aleksander, nazwisko świeckie Tahan (ur. 9 maja 1869 w Damaszku, zm. 17 czerwca 1958 tamże) – syryjski duchowny prawosławny, patriarcha Antiochii w latach 1928–1958.

## Życiorys
W czasie nauki w szkole patriarszej w Damaszku na jego zdolności zwrócił uwagę Atanazy, archidiakon patriarchy antiocheńskiego Hieroteusza, który przedstawił młodzieńca patriarsze. Następca Hieroteusza, Gerazym, skierował na naukę w szkole teologicznej Patriarchatu Konstantynopola na Chalki, a w 1886 przyjął od niego wieczyste śluby mnisze. Mnich Aleksander uczył się tam języków greckiego, tureckiego, francuskiego i łacińskiego. Po powrocie do Syrii duchowny przez sześć lat był katechetą w szkołach prowadzonych przez metropolię Homs. Dzięki pomocy miejscowego metropolity Atanazego uzyskał możliwość wyjazdu do Rosji na naukę w Kijowskiej Akademii Duchownej. Przyszły patriarcha uzyskał w niej dyplom końcowy w 1900. Po powrocie do Damaszku, 20 kwietnia 1900, przyjął święcenia kapłańskie z rąk patriarchy antiocheńskiego Melecjusza II, a następnie wyjechał powtórnie do Rosji jako oficjalny przedstawiciel Patriarchatu Antiochii przy Rosyjskim Kościele Prawosławnym. W 1903 metropolita moskiewski Włodzimierz nadał mu godność archimandryty.
Jeszcze w tym samym roku archimandryta Aleksander otrzymał nominację na metropolitę Tarsu i Adany i 30 listopada 1903 przyjął chirotonię biskupią z rąk patriarchy Melecjusza. W 1908 został przeniesiony na katedrę Trypolisu. Towarzyszył patriarsze Grzegorzowi IV w czasie jego podróży do Rosji na uroczystości 300 lat panowania Romanowów w Rosji.

### Patriarcha Antiochii
Aleksander został wybrany na patriarchę Antiochii w 1928 dzięki poparciu przedstawicieli rosyjskiego Palestyńskiego Towarzystwa Prawosławnego, które zachowało wpływy w patriarchacie nawet po rewolucji październikowej. W wyborach uzyskał cztery głosy biskupów, o trzy mniej niż metropolita Latakii Arseniusz, jednak to za jego kandydaturą opowiadali się delegaci parafii i świeckich. Zwolennicy Arseniusza domagali się rewizji wyników głosowania nawet po intronizacji nowego patriarchy, konflikt został rozwiązany dopiero po śmierci Arseniusza w 1931, decyzją patriarchy konstantynopolitańskiego. Patriarcha Aleksander III popierał Rosyjski Kościół Prawosławny przeciwko Żywej Cerkwi.
W 1936 w Patriarchacie Antiochii doszło do rozłamu; metropolita Homs Epifaniusz, pozbawiony urzędu, ogłosił się patriarchą Antiochii i powołał konkurencyjny „Synod”. Schizma wewnątrzkościelna trwała pięć lat, do 1941, gdy Aleksander III zgodził się mianować Epifaniusza metropolitą Akki i proboszczem parafii św. Michała Archanioła w Latakii.
W 1943 Aleksander III pozytywnie odniósł się do nawiązania stosunków dyplomatycznych przez ZSRR z nowo powstałą niepodległą Syrią, a po pierwszych od 1917 wyborach patriarchy moskiewskiego i całej Rusi skierował telegram gratulacyjny do Stalina. Aleksander III odprawił również w Damaszku nabożeństwo w intencji dalszej bratniej współpracy z Rosyjskim Kościołem Prawosławnym i przekazał 60 tys. funtów libańskich na potrzeby Armii Czerwonej. W 1945 był obecny na intronizacji kolejnego patriarchy moskiewskiego i całej Rusi Aleksego I, którego następnie gościł w Syrii i Libanie. Jako patriarcha szczególnie zwracał uwagę na wykształcenie duchowieństwa, kierował syryjskich studentów teologii na naukę na Chalki, do Instytutu św. Sergiusza z Radoneża w Paryżu i do Aten. Prowadził szeroką działalność wydawniczą, remontował monastery i cerkwie.
Udawał się z wizytami do autokefalicznych Kościołów prawosławnych: Greckiego (1951), Rumuńskiego (1951), Czechosłowacji (1951), Patriarchatu Konstantynopolitańskiego (1953), kilkakrotnie podróżował do ZSRR (1951, 1954, 1956, 1958).
Na urzędzie pozostawał do śmierci.